# Joe Elliott

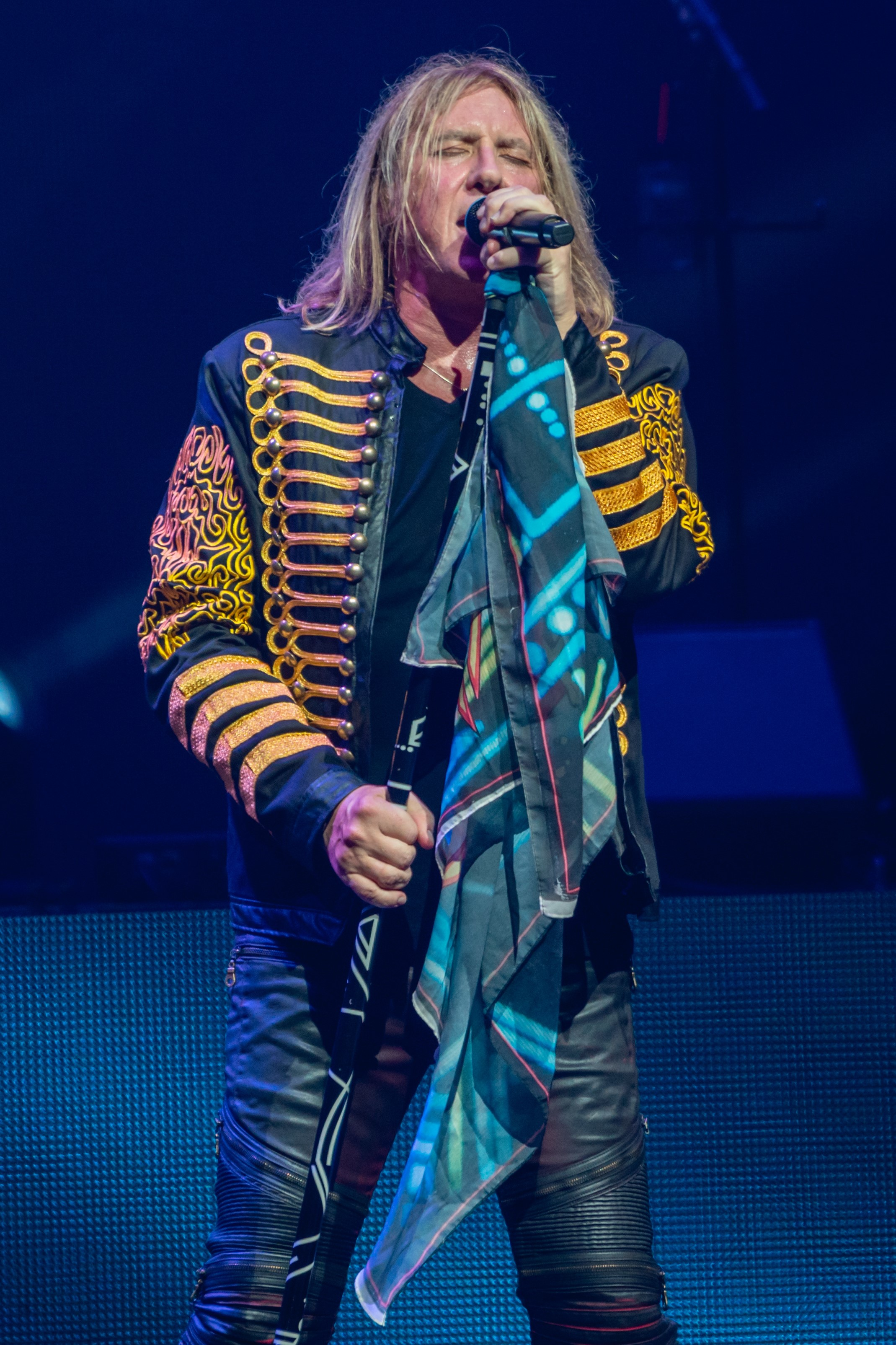
Joe Elliott (2018)

Joe Elliott (* 1. August 1959 als Joseph Thomas Elliott in Sheffield) ist ein britischer Musiker. Er ist Gründungsmitglied und Leadsänger der britischen Hard-Rock-Band Def Leppard.

## Jugend
Joe Elliott wuchs in seiner Geburtsstadt Sheffield auf. Er lernte 1977 Pete Willis kennen, den Gitarristen der Band Atomic Mass. Elliott wurde Sänger der Band. Er schlug vor, sie in Deaf Leopard (Tauber Leopard) umzubenennen, ehe sich die Mitglieder auf Def Leppard einigten. Joe Elliott ist bis heute Leadsänger der Band und brachte etliche Songwritingbeteiligungen ein.

## Andere Projekte
Elliott arbeitete während seiner Karriere mit Def Leppard auch mit anderen Künstlern zusammen. Zum Beispiel mit Ronnie Wood auf dessen Album Slide on This. Auch waren er und seine Def-Leppard-Kollegen Teil des Freddie Mercury Tribute Concerts.
Elliott wurde in jungen Jahren von Glam-Rock-Künstlern wie David Bowie und Mott the Hoople inspiriert. Er gründete 2009 mit Phil Collen die Band Cybernauts, die die Glam-Rock-Ära würdigt.
Elliott fungierte des Weiteren auch als Produzent, etwa von Ricky Warwicks Album Tattoos & Alibis.
Zusammen mit der schwedischen Metal-Band Ghost, die sich im Laufe der Zeit einen zunehmend Def-Leppard-ähnlichen Rock-Sound zu eigen machte, nahm Sänger Joe Elliott den Song Spillways auf. Zu dem Song, der sich auf dem Ghost-Album Impera von 2022 befindet, gibt es ein offizielles Musikvideo.

## Privatleben
Joe Elliott lebt in der Nähe von Dublin, wo er sich ein Heimstudio namens Joe’s Garage einrichtete. Hier entstanden Songparts mehrerer Def-Leppard-Alben. Elliott ist großer Fan von Sheffield United, zu deren Film When Saturday Comes er Filmmusik schrieb. Seine erste Ehe wurde 1996 nach sieben Jahren geschieden. Er heiratete 2004 zum zweiten Mal. Elliott ist Vater von drei Kindern.